# Borassodendron
Borassodendron é um género botânico pertencente à família Arecaceae.
1. ↑  «Borassodendron — World Flora Online». www.worldfloraonline.org. Consultado em 19 de agosto de 2020